# Tardor a Nova York
Tardor a Nova York (títol original: Autumn in New York) és una pel·lícula estatunidenca dirigida per Joan Chen, estrenada el 2000. Ha estat doblada al català.

## Argument
Will Keane és el ric propietari d'un restaurant a Nova York. Encara que s'acosta als 50 anys, és encara encantador i lliga molt. Un dia al seu restaurant, coneix Charlotte, filla d'una de les seves antigues conquestes que ha mort, i que ha vingut celebrar el seu aniversari. És a punt d'afegir-la al seu palmarès, quan aquesta li diu que té una malaltia de cor incurable i que només li queden alguns mesos de vida. En principi espantat, Will passarà temps a prop de Charlotte, i buscarà un cirurgià que podria salvar-la.

## Repartiment
- Richard Gere: Will Keane
- Winona Ryder: Charlotte Fielding
- Anthony LaPaglia: John
- Elaine Stritch: Dolly
- Vera Farmiga: Lisa Tyler
- Sherry Stringfield: Sarah
- Jill Hennessy: Lynn McCale
- J. K. Simmons: Dr. Tom Grandy
- Sam Trammell: Simon
- Mary Beth Hurt: Dr. Sibley
- Kali Rocha: Shannon
- Steven Randazzo: Alberto
- George Spielvogel III: Netto
- Ranjit Chowdhry: Fakir

## Nominació
Premis Razzie 2000: pitjor parella a la pantalla (Worst Screen Couple) per a Richard Gere i Winona Ryder.

## Banda original del film
La banda original del film va ser composta i dirigida per Gabriel Yared i comprèn títols de Jennifer Paige, Madeleine Peyroux, Yvonne Washington, Sydney Forest i Miriam Stockley.
1. "Beautiful" - Jennifer Paige (4:10)
2. "Getting Some Fun Out of Life" - Madeleine Peyroux (3:13)
3. "Autumn in New York" - Yvonne Washington (4:45)
4. "Our Love Never Ends" - Sydney Forest (4:06)
5. "Charlotte and Will" (2:45)
6. "Autumn Forever" (3:39)
7. "Elegy for Charlotte" - Miriam Stockley (3:15)
8. "Autumn in New York (Opening Titles)" (2:09)
9. "First Kiss" (1:28)
10. "Memories" - Miriam Stockley (0:53)
11. "A Rude Awakening" (0:57)
12. "Walking Through the Park" (0:57)
13. "Lunch" (1:07)
14. "Thinking About Lisa" (0:57)
15. "Butterflies" (0:40)
16. "Break Up" (1:30)
17. "Thinking It Over" (1:06)
18. "Apart" (1:44)
19. "Can You Let Me Love You?" (2:59)
20. "Searching for a Doctor" (1:17)
21. "Katy" (1:04)
22. "The Chances for Success" (1:21)
23. "What Can I Give You?" (1:25)
24. "I Don't Want to Leave You" (2:09)
25. "First/Last Snow" - Miriam Stockley (1:26)
26. "To the Hospital" - Miriam Stockley (2:23)
27. "No Thing That Ever Flew" (2:59)
28. "The Gift" - Miriam Stockley (2:06)